# Aérodrome de Montauban
L’aérodrome de Montauban ou aérodrome Morin - Védrines (code IATA : XMW • code OACI : LFDB) est un aérodrome civil, ouvert à la circulation aérienne publique (CAP), situé à 2 km au nord-est de Montauban en Tarn-et-Garonne (région Occitanie, France).
Il est utilisé pour les missions du 9e régiment de soutien aéromobile de l'Aviation légère de l'Armée de terre et pour la pratique d’activités de loisirs et de tourisme (aviation légère, hélicoptère et parachutisme).

## Histoire
Créé en 1911 dans la proche banlieue montalbanaise, en l’honneur de l’atterrissage des deux pilotes Roger Morin et Jules Védrines, l’aérodrome a fêté ses 100 ans le 29 mai 2011.
L'Aéro-Club Montalbanais y a été créé en 1931 par Maurice Delpouys et est chargé de sa gestion dans le cadre d'un marché public avec la municipalité de Montauban, propriétaire de l'aérodrome.

## Installations
L’aérodrome dispose d’une piste bitumée orientée sud-nord (13/31), longue de 980 mètres et large de 20.  Elle est dotée :
- d’un balisage diurne ;
- d’un indicateur de plan d’approche (PAPI) pour le sens d’atterrissage 13.

L’aérodrome n’est pas contrôlé. Les communications s’effectuent en auto-information en français uniquement sur la fréquence de 120,600 MHz.
S’y ajoutent :
- des aires de stationnement ;
- des hangars ;
- une station d’avitaillement en carburant (100LL) et en lubrifiant ;
- un restaurant[4].

## Activités

### Forces armées françaises
- 9e régiment de soutien aéromobile : 5 Pilatus PC-6
- Détachement du 3e régiment du matériel

### Loisirs et tourisme
- Aéroclub Montalbanais
- Aéroclub Occitan
- Association de constructeurs amateurs (RSA)

| \| 20 km1:2 341 000 \| Albi · Le Sequestre Montauban Millau · Larzac Cassagnes · Bégonhès Villefranche-de-Rouergue Mende · Brenoux Nogaro Condom · Valence-sur-Baïse Cahors · Lalbenque Figeac · Livernon Lasbordes Muret-Lherm · Saint-Gaudens · Montréjeau Bagnères · de-Luchon Pamiers · Les Pujols Saint-Girons · Antichan Castelnaudary · Villeneuve Lézignan · Corbières Alès · Cévennes Toulouse · Blagnac Francazal · Auch · Gers Castres · Mazamet Rodez · Aveyron Tarbes · Lourdes · Pyrénées Brive · Souillac Carcassonne · Salvaza Montpellier · Méditerranée Béziers · Cap d'Agde Nîmes · Garons Perpignan · Rivesaltes |
| 20 km1:2 341 000 |